# 高宝股份公司
高宝股份公司（Koenig & Bauer AG，缩写KBA）是与曼罗兰印刷机股份公司和海德堡印刷机股份公司并列的德国三大印刷机械公司之一。1817年在巴伐利亚的维尔茨堡由弗里德里希·科尼希和安德烈斯·鲍尔创建。
2005年员工7962人，销售额16.21亿欧元，全球有9处分支或分公司。

## 网络链接
- 高宝公司官方网页
- 高宝公司中国网页 （页面存档备份，存于）